# Mîrne, Pidhaiți
Mîrne (în ucraineană Мирне) este o comună în raionul Pidhaiți, regiunea Ternopil, Ucraina, formată numai din satul de reședință.

## Demografie
Componența lingvistică a comunei Mîrne
     Ucraineană (99,85%)
     Alte limbi (0,15%)
Conform recensământului din 2001, majoritatea populației comunei Mîrne era vorbitoare de ucraineană (99,85%), existând în minoritate și vorbitori de alte limbi.